# آنسگار وسلینگ
آنسگار وسلینگ (انگلیسی: Ansgar Wessling؛ زادهٔ ۳ مه ۱۹۶۱) قایقران روئینگ اهل آلمان بود.
وی در مسابقات کشوری و بین‌المللی در مجموع برندهٔ ۳ مدال طلا، ۱ مدال نقره، ۱ مدال برنز شده‌است.